# 아카데미 각색상

아카데미 각색상(Academy Award for Writing Adapted Screenplay)은 아카데미상 종류의 하나로, 각색을 잘 한 작품에게 수여된다.

## 수상자와 후보자

### 1920년대
| 연도                         | 작품             | 각본가 | 원작 |
| ---------------------------- | ---------------- | --- | ---- |
| 1927/28 (1st)                |                  | |      |
| 《제7의 천국》               | 벤저민 글레이저  | 희곡 《제7의 천국》 by 오스틴 스트롱                                                                                  |      |
| 《Glorious Betsy》           | 앤서니 Coldeway  | 희곡 《Glorious Betsy》 by 리다 존슨 영                                                                               |      |
| 《재즈 싱어》                | 앨프리드 A. 콘   | 희곡 《The Jazz Singer》 by Samson Raphaelson, from his story "The Day of Atonement"                                  |      |
| 1928/29 (2nd)                |                  | |      |
| 《The Patriot》              | 한스 크렐리      | 애슐리 듀크스' translation of the play 《Der Patriot》 by 알프레트 노이만 The story "Paul I" by 드미트리 베레시콥스키 |      |
| 《The Cop》                  | 엘리엇 J. 클로슨 | — (original) |      |
| 《추억의 아리조나》          | 톰 배리          | The story "The Caballero's Way" by 오 헨리                                                                            |      |
| 《The Last of Mrs. Cheyney》 | 한스 크렐리      | 희곡 《The Last of Mrs. Cheyney》 by 프레더릭 론즈데일                                                                |      |
| 《The Leatherneck》          | 엘리엇 J. 클로슨 | — (original) |      |
| 《Our Dancing Daughters》    | 조지핀 러빗      | — (original) |      |
| 《Sal of Singapore》         | 엘리엇 J. 클로슨 | The story "The Sentimentalists" by 데일 콜린스                                                                        |      |
| 《Skyscraper》               | 엘리엇 J. 클로슨 | A story by 더들리 머피                                                                                                |      |
| 《용감한 사형수》            | 톰 배리          | 희곡 《용감한 사형수》 by Halworthy Hall and 로버트 미들매스                                                          |      |
| 《A Woman of Affairs》       | 베스 메러디스    | 소설 《The Green Hat》 by 마이클 Arlen                                                                                |      |
| 《Wonder of Women》          | 베스 메러디스    | 소설 《Die Frau des Steffen Tromholt》 by 헤르만 주더만                                                               |      |

### 1930년대
| 연도                                         | 작품 | 각본가                                                                                 | 원작 |
| -------------------------------------------- | --- | -------------------------------------------------------------------------------------- | ---- |
| 1929/30 (3rd)                                | |                                                                                        |      |
| 《빅 하우스》                                | 프랜시스 매리언 | – (original)                                                                           |      |
| 《서부 전선 이상 없다》                      | 맥스웰 앤더슨 (각색/대화문) 조지 애벗 (대본) 델 앤드루스 (각색)                                                                 | 소설 《서부 전선 이상 없다》 by 에리히 마리아 레마르크                                 |      |
| 《Disraeli》                                 | 줄리언 조지프슨 | 희곡 《Disraeli》 by 루이 N. 파커                                                      |      |
| 《The Divorcee》                             | 존 미핸 | 소설 《Ex-Wife》 by 어설라 패럿                                                        |      |
| 《Street of Chance》                         | 하워드 이스터브룩 | A story by 올리버 H. P. 개릿                                                           |      |
| 1930/31 (4th)                                | |                                                                                        |      |
| 《시마론》                                   | 하워드 이스터브룩 | 소설 《Cimarron》 by 에드나 퍼버                                                       |      |
| 《The Criminal Code》                        | Seton I. Miller 프레드 니블러 주니어                                                                                            | 희곡 《The Criminal Code》 by Martin Flavin                                            |      |
| 《Holiday》                                  | 호러스 잭슨 | 희곡 《Holiday》 by 필립 배리                                                          |      |
| 《Little Caesar》                            | 프랜시스 에드워드 Faragoh (screen version/dialogue) 로버트 N. 리 (continuity)                                                   | 소설 《Little Caesar》 by 윌리엄 R. 버넷                                               |      |
| 《Skippy》                                   | 조지프 L. 맹키위츠 샘 민츠 | The comic strip 《Skippy》 by 퍼시 크로즈비                                            |      |
| 1931/32 (5th)                                | |                                                                                        |      |
| 《나쁜 여자》                                | 에드윈 J. 버크 | 소설 《나쁜 여자》 by 비냐 델마르 The play 《나쁜 여자》 by 비냐 델마르                |      |
| 《애로스미스》                               | 시드니 하워드 | 소설 《애로스미스》 by 싱클레어 루이스                                                 |      |
| 《지킬 박사와 하이드 씨》                    | 퍼시 히스 새뮤얼 Hoffenstein | 소설 《지킬 박사와 하이드 씨》 by 로버트 루이스 스티븐슨                               |      |
| 1932/33 (6th)                                | |                                                                                        |      |
| 《작은 아씨들》                              | 빅터 히어먼 세라 Y. 메이슨 | 소설 《작은 아씨들》 by 루이자 메이 올컷                                               |      |
| 《Lady for a Day》                           | 로버트 리스킨 | The story "Madame la Gimp" by 데이먼 러니언                                            |      |
| 《State Fair》                               | 폴 그린 Sonya Levien | 소설 《State Fair》 by 필 스통                                                         |      |
| 1934 (7th)                                   | |                                                                                        |      |
| 《어느 날 밤에 생긴 일》                     | 로버트 리스킨 | The story "Night Bus" by 새뮤얼 홉킨스 애덤스                                          |      |
| 《그림자 없는 남자》                         | 앨버트 해킷 프랜시스 굿리치 | 대실 해미트의 소설 《그림자 없는 남자》                                                |      |
| 《Viva Villa!》                              | 벤 헥트 | The book 《Viva Villa!》 by 에지컴 핀천 and O. B. 스테이드                             |      |
| 1935 (8th)                                   | |                                                                                        |      |
| 《밀고자》                                   | 더들리 니컬스 (declined) | 소설 《밀고자》 by 리엄 오플래허티                                                     |      |
| 《The Lives of a Bengal Lancer》             | Waldemar Young (대본) 존 L. 볼더스턴 (대본) Achmed Abdullah (대본) 그로버 존스 (adaptation) 윌리엄 슬레이븐스 맥넛 (adaptation) | 소설 《The Lives of a Bengal Lancer》 by 프랜시스 예이츠브라운                         |      |
| 《Mutiny on the Bounty》                     | 탤벗 제닝스 줄스 퍼스먼 케리 윌슨                                                                                               | 소설 《Mutiny on the Bounty》 by 찰스 노도프 and 제임스 노먼 홀                        |      |
| 《Captain Blood》 (write-in candidate) (3rd) | 케이시 로빈슨 | 소설 《Captain Blood》 by 라파엘 사바티니                                              |      |
| 1936 (9th)                                   | |                                                                                        |      |
| 《과학자의 길》                              | Pierre Collings 셰리던 기브니                                                                                                   | – (original)                                                                           |      |
| 《After the Thin Man》                       | 프랜시스 굿리치 앨버트 해킷 | A story by 대실 해밋                                                                   |      |
| 《도즈워스》                                 | 시드니 하워드 | 희곡 《도즈워스》 by 시드니 하워드, based on the novel 《도즈워스》 by 싱클레어 루이스 |      |
| 《천금을 마다한 사나이》                     | 로버트 리스킨 | The story "Opera Hat" by Clarence Budington Kelland                                    |      |
| 《My Man Godfrey》                           | 모리 리스킨드 에릭 해치 | The story "1101 Park Avenue" by 에릭 해치                                              |      |
| 1937 (10th)                                  | |                                                                                        |      |
| 《에밀 졸라의 생애》                         | 하인츠 헤랄트 Geza Herczeg 노먼 라일리 레인                                                                                     | The book 《Zola and His Time》 by 매슈 조지프슨                                        |      |
| 《The Awful Truth》                          | 비냐 델마르 | 희곡 《The Awful Truth》 by 아서 리치먼                                                |      |
| 《소년과 바다》                              | 마크 코널리 존 리 메이힌 데일 밴에브리                                                                                          | 소설 《용감한 선장들》 by 러디어드 키플링                                              |      |
| 《Stage Door》                               | 모리 리스킨드M 앤서니 Veiller                                                                                                   | 희곡 《Stage Door》 by 에드나 퍼버 and 조지 S. 코프먼                                  |      |
| 《스타 탄생》                                | 도러시 파커 앨런 캠벨 로버트 카슨                                                                                               | A story by 윌리엄 A. 웰먼 and 로버트 카슨                                              |      |
| 1938 (11th)                                  | |                                                                                        |      |
| 《피그말리온》                               | Ian Dalrymple 세실 루이스 (scenario) W. P. 립스컴 (scenario) 조지 버나드 쇼 (scenario and dialogue)                             | 희곡 《피그말리온》 by 조지 버나드 쇼                                                  |      |
| 《Boys Town》                                | 존 미핸 Dore Schary | A story by Dore Schary and Eleanore Griffin                                            |      |
| 《The Citadel》                              | Ian Dalrymple 프랭크 위드 엘리자베스 힐                                                                                         | 소설 《The Citadel》 by A. J. 크로닌                                                   |      |
| 《네 명의 딸들》                             | Lenore J. Coffee 줄리어스 J. 엡스타인                                                                                           | 단편소설 "Sister Act" by 패니 허스트                                                   |      |
| 《You Can't Take It with You》               | 로버트 리스킨 | 희곡 《You Can't Take It with You》 by 조지 S. 코프먼 and 모스 하트                    |      |
| 1939 (12th)                                  | |                                                                                        |      |
| 《바람과 함께 사라지다》                     | 시드니 하워드 (posthumous win)                                                                                                  | 소설 《바람과 함께 사라지다》 by 마거릿 미첼                                           |      |
| 《Goodbye, Mr. Chips》                       | R. C. 셰리프 클로딘 웨스트 에릭 매슈위츠                                                                                        | 소설 《굿바이 미스터 칩스》 by 제임스 힐턴                                             |      |
| 《스미스씨 워싱턴에 가다》                   | 시드니 버크먼 | A story by 루이스 R. 포스터                                                            |      |
| 《Ninotchka》                                | 찰스 브래킷 빌리 와일더 [[월터 라이시]]                                                                                         | A story by Melchior Lengyel                                                            |      |
| 《폭풍의 언덕》                              | 찰스 맥아더 벤 헥트 | 소설 《폭풍의 언덕》 by 에밀리 브론테                                                  |      |

### 1940년대
| 연도                                            | 작품                                                     | 각본가 | 원작 |
| ----------------------------------------------- | -------------------------------------------------------- | --- | ---- |
| 1940 (13th)                                     |                                                          | |      |
| 《필라델피아 스토리》                           | 도널드 오그던 스튜어트                                   | 희곡 《The Philadelphia Story》 by 필립 배리 |      |
| 《분노의 포도》                                 | 너널리 존슨                                              | 소설 《분노의 포도》 by 존 스타인벡 |      |
| 《Kitty Foyle: The Natural History of a Woman》 | 돌턴 트럼보                                              | 소설 《Kitty Foyle》 by 크리스토퍼 몰리 |      |
| 《The Long Voyage Home》                        | 더들리 니컬스                                            | The short play 《The Moon of the Caribees》, by 유진 오닐 The short play 《In the Zone》 by 유진 오닐 The short play 《카디프를 향해 동쪽으로》 by 유진 오닐 The short play 《The Long Voyage Home》 by 유진 오닐 |      |
| 《레베카》                                      | 로버트 E. 셔우드 조앤 해리슨                             | 소설 《레베카》 by 대프니 듀모리에 |      |
| 1941 (14th)                                     |                                                          | |      |
| 《천국의 사도 조단》                            | 시드니 버크먼 Seton I. Miller                            | 희곡 《Heaven Can Wait》 by 해리 시걸 |      |
| 《Hold Back the Dawn》                          | 찰스 브래킷 빌리 와일더                                  | The story "Memo to a Movie Producer" by 케티 프링스 |      |
| 《나의 계곡은 푸르렀다H》                       | 필립 던                                                  | 소설 《나의 계곡은 푸르렀다》 by 리처드 루엘린 |      |
| 《The Little Foxes》                            | 릴리언 헬먼                                              | 희곡 《The Little Foxes》 by 릴리언 헬먼 |      |
| 《The Maltese Falcon》                          | 존 휴스턴                                                | 소설 《몰타의 매》 by 대실 해밋\| |      |
| 1942 (15th)                                     |                                                          | |      |
| 《Mrs. Miniver》                                | 조지 Froeschel 제임스 힐턴 클로딘 웨스트 아서 Wimperis   | The character Mrs. Miniver, from the newspaper columns by Jan Struther |      |
| 《북위 49도선》                                 | 로드니 오클랜드 에머릭 프레스버거                        | A story by 에머릭 프레스버거 |      |
| 《야구왕 루 게릭》                              | 허먼 J. 맹키위츠 조 스월링                               | A story by Paul Gallico |      |
| 《Random Harvest》                              | 조지 Froeschel 클로딘 웨스트 아서 Wimperis               | 소설 《Random Harvest》 by 제임스 힐턴 |      |
| 《The Talk of the Town》                        | 시드니 버크먼 어윈 쇼                                    | A story by 시드니 하먼 |      |
| 1943 (16th)                                     |                                                          | |      |
| 《카사블랑카》                                  | 필립 G. 엡스타인 줄리어스 J. 엡스타인 하워드 코크        | 희곡 《Everybody Comes to Rick's》 by 머리 버넷 and 조앤 앨리슨 |      |
| 《Holy Matrimony》                              | 너널리 존슨                                              | 소설 《Buried Alive》 by 아널드 베넷 |      |
| 《The More the Merrier》                        | 리처드 Flournoy 루이스 R. 포스터 프랭크 로스 로버트 러셀 | A story by 프랭크 로스 and 로버트 러셀 |      |
| 《베르나데트의 노래》                           | 조지 시턴                                                | 소설 《베르나데트의 노래》 by 프란츠 베르펠 |      |
| 《Watch on the Rhine》                          | 대실 해밋                                                | 희곡 《Watch on the Rhine》 by 릴리언 헬먼 |      |
| 1944 (17th)                                     |                                                          | |      |
| 《나의 길을 가련다》                            | 프랭크 버틀러 프랭크 캐빗                                | A story by 리오 매케리 |      |
| 《Double Indemnity》                            | 빌리 와일더 레이먼드 챈들러                              | 소설 《Double Indemnity in Three of a Kind》 by 제임스 M. 케인 |      |
| 《Gaslight》                                    | 존 Van Druten 발터 라이슈 존 L. 볼더스턴                 | 희곡 《Angel Street》 by 패트릭 해밀턴 |      |
| 《Laura》                                       | 제이 드래틀러 새뮤얼 호펀스타인 베티 라인하트            | 소설 《Laura》 by Vera Caspary |      |
| 《세인트루이스에서 만나요》                     | Irving Brecher 프레드 F. 핑클호프                        | 소설 《Meet Me in St. Louis》 by 샐리 벤슨 |      |
| 1945 (18th)                                     |                                                          | |      |
| 《The Lost Weekend》                            | 찰스 브래킷 빌리 와일더                                  | 소설 《The Lost Weekend》 by 찰스 R. 잭슨 |      |
| 《밀드레드 피어스》                             | 래널드 맥두걸                                            | 소설 《밀드레드 피어스》 by 제임스 M. 케인 |      |
| 《해병의 자부심》                               | 앨버트 맬츠                                              | The book 《Al Schmid, Marine》 by 로저 버터필드 |      |
| 《Story of G.I. Joe》                           | Leopold Atlas Guy Endore 필립 스티븐슨                   | The book 《Brave Men》 by 어니 파일 The book 《Here Is Your War》 by 어니 파일 |      |
| 《브룩클린의 나무 성장》                        | 프랭크 데이비스 Tess Slesinger (posthumous nomination)   | 소설 《나를 있게 한 모든 것들》 by 베티 스미스 |      |
| 1946 (19th)                                     |                                                          | |      |
| 《우리 생애 최고의 해》                         | 로버트 셔우드                                            | 소설 《Glory for Me》 by MacKinlay Kantor |      |
| 《왕과 나》                                     | 샐리 벤슨 탤벗 제닝스                                    | 소설 《Anna and the King of Siam》 by [[마거릿 랜던]] |      |
| 《밀회》                                        | 앤서니 Havelock-Allan 데이비드 린 로널드 님              | 희곡 《Still Life》 by [[노엘 카워드]] |      |
| 《The Killers》                                 | 앤서니 바일러                                            | 단편소설 "The Killers" by 어니스트 헤밍웨이 |      |
| 《무방비 도시》                                 | 세르조 아미데이 페데리코 펠리니                          | A story by 세르조 아미데이 and 알베르토 Consiglio |      |
| 1947 (20th)                                     |                                                          | |      |
| 《34번가의 기적》                               | 조지 시턴                                                | A story by 밸런타인 데이비스 |      |
| 《Boomerang》                                   | 샐리 벤슨 탤벗 제닝스                                    | The 《Reader's Digest》 article by 앤서니 애벗 |      |
| 《십자포화》                                    | 존 팩스턴                                                | 소설 《The Brick Foxhole》 by 리처드 브룩스 |      |
| 《신사협정》                                    | 모스 하트                                                | 소설 《Gentleman's Agreement》 by 로라 Z. 홉슨 |      |
| 《위대한 유산》                                 | 데이비드 린 로널드 님 앤서니 Havelock-Allan              | 소설 《위대한 유산》 by 찰스 디킨스 |      |
| 1948 (21st)                                     |                                                          | |      |
| 《The Treasure of the Sierra Madre》            | 존 휴스턴                                                | 소설 《The Treasure of the Sierra Madre》 by B. 트레이븐 |      |
| 《외교 문제》                                   | 찰스 브래킷 빌리 와일더 리처드 L. 브린                   | A story by 데이비드 쇼 |      |
| 《존ny Belinda》                                | Irma von Cube 앨런 빈센트                                | 희곡 《조니 Belinda》 by 엘머 블레이니 해리스 |      |
| 《수색》                                        | 리하르트 슈바이처 데이비드 웩슬러                        | – (original) |      |
| 《The Snake Pit》                               | 프랭크 Partos Millen Brand                               | 소설 《The Snake Pit》 by 메리 제인 워드 |      |
| 1949 (22nd)                                     |                                                          | |      |
| 《세 부인》                                     | 조지프 L. 맹키위츠                                       | 소설 《Letter to Five Wives》 by 존 클렘프너 |      |
| 《All the King's Men》                          | 로버트 Rossen                                            | 소설 《All the King's Men》 by 로버트 펜 워런 |      |
| 《자전거 도둑》                                 | 체사레 차바티니                                          | 소설 《자전거 도둑》 by 루이지 바르톨리니 |      |
| 《Champion》                                    | 칼 포먼                                                  | 단편소설 "Champion" by 링 라드너 |      |
| 《몰락한 우상》                                 | 그레이엄 그린                                            | 단편소설 "The Basement Room" by 그레이엄 그린 |      |

### 1950년대
| 연도                          | 작품                                                                        | 각본가 | 원작 |
| ----------------------------- | --------------------------------------------------------------------------- | --- | ---- |
| 1950 (23rd)                   |                                                                             | |      |
| 《이브의 모든 것》            | 조지프 L. 맹키위츠                                                          | 단편소설 "이브의 지혜" by 메리 오어 |      |
| 《아스팔트 정글》             | 벤 매도 존 휴스턴                                                           | 소설 《The Asphalt Jungle》 by W. R. 버넷                                                                                                |      |
| 《Born Yesterday》            | 앨버트 맨하이머                                                             | 희곡 《Born Yesterday》 by Garson Kanin                                                                                                  |      |
| 《Broken Arrow》              | 앨버트 맬츠 (front: 마이클 블랭크퍼트)                                      | 소설 《Blood Brother》 by 엘리엇 아널드                                                                                                  |      |
| 《Father of the Bride》       | 프랜시스 굿리치 앨버트 해킷                                                 | 소설 《Father of the Bride》 by 에드워드 스트리터                                                                                        |      |
| 1951 (24th)                   |                                                                             | |      |
| 《젊은이의 양지》             | 해리 브라운 마이클 윌슨                                                     | 소설 《미국의 비극》 by 시어도어 드라이저 희곡 미국의 비극 by 패트릭 키어니                                                              |      |
| 《아프리카의 여왕》           | 제임스 에이지 존 휴스턴                                                     | 소설 《The African Queen》 by C. S. 포레스터                                                                                             |      |
| 《Detective Story》           | 로버트 와일러 필립 Yordan                                                   | 희곡 《Detective Story》 by 시드니 킹즐리                                                                                                |      |
| 《La Ronde》                  | 자크 나탕송 막스 오퓔스                                                     | 희곡 《Reigen》 by 아서 슈니츨러 |      |
| 《욕망이라는 이름의 전차》    | 테네시 윌리엄스                                                             | 희곡 《욕망이라는 이름의 전차》 by 테네시 윌리엄스                                                                                       |      |
| 1952 (25th)                   |                                                                             | |      |
| 《The Bad and the Beautiful》 | 찰스 슈니                                                                   | The story "Tribute to a Badman" by 조지 브래드쇼                                                                                         |      |
| 《다섯 손가락》               | 마이클 윌슨                                                                 | 소설 《Operation Cicero》 by 루트비히 카를 모이치슈                                                                                      |      |
| 《하이 눈》                   | 칼 포먼                                                                     | The story "The Tin Star" by 존 W. 커닝햄                                                                                                 |      |
| 《야수의 표적》               | 존 다이턴 로저 맥두걸 알렉산더 매켄드릭                                     | 희곡 《The Man in the White Suit》 by 로저 맥두걸                                                                                        |      |
| 《The Quiet Man》             | 프랭크 S. 뉴전트                                                            | The story "Green Rushes" by 모리스 월시                                                                                                  |      |
| 1953 (26th)                   |                                                                             | |      |
| 《지상에서 영원으로》         | Daniel Taradash                                                             | 소설 《From Here to Eternity》 by 제임스 존스                                                                                            |      |
| 《잔인한 바다》               | 에릭 앰블러                                                                 | 소설 《The Cruel Sea》 by Nicholas Monsarrat                                                                                             |      |
| 《Lili》                      | 헬렌 도이치                                                                 | The story "Love of Seven Dolls" by Paul Gallico                                                                                          |      |
| 《로마의 휴일》               | 이언 매클렐런 헌터 존 다이턴                                                | A story by 돌턴 트럼보 (front: 이언 매클렐런 헌터)                                                                                       |      |
| 《셰인》                      | A. B. 거스리 주니어                                                         | 소설 《셰인》 by Jack Schaefer |      |
| 1954 (27th)                   |                                                                             | |      |
| 《The Country Girl》          | 조지 시턴                                                                   | 희곡 《The Country Girl》 by 클리퍼드 오데츠                                                                                             |      |
| 《케인호의 반란》             | 스탠리 로버츠                                                               | 소설 《The Caine Mutiny》 by Herman Wouk                                                                                                 |      |
| 《이창》                      | 존 마이클 헤이스                                                            | The story "It Had to Be Murder" by 코넬 울리치                                                                                           |      |
| 《Sabrina》                   | 빌리 와일더 새뮤얼 테일러 어니스트 리먼                                     | 소설 《Sabrina Fair》 by 새뮤얼 테일러                                                                                                   |      |
| 《7인의 신부》                | 앨버트 해킷 프랜시스 굿리치 도러시 킹즐리                                   | The story "The Sobbin' Women" by Stephen Vincent Benét                                                                                   |      |
| 1955 (28th)                   |                                                                             | |      |
| 《마티》                      | 패디 차옙스키                                                               | The teleplay 《Marty》, written by 패디 차옙스키                                                                                         |      |
| 《Bad Day at Black Rock》     | 밀러드 코프먼                                                               | 단편소설 "Bad Time at Honda" by 하워드 브레슬린                                                                                          |      |
| 《폭력 교실》                 | 리처드 브룩스                                                               | 소설 《Blackboard Jungle》 by 에번 헌터                                                                                                  |      |
| 《에덴의 동쪽》               | 폴 오스본                                                                   | 소설 《에덴의 동쪽》 by 존 스타인벡 |      |
| 《사랑하거나 떠나거나》       | 대니얼 푹스 Isobel Lennart                                                  | A story by 대니얼 푹스 |      |
| 1956 (29th)                   |                                                                             | |      |
| 《80일간의 세계 일주》        | 존 패로 S. J. Perelman 제임스 포                                            | 소설 《80일간의 세계 일주》 by 쥘 베른                                                                                                   |      |
| 《아기 인형》                 | 테네시 윌리엄스                                                             | The short play 《Twenty-seven Wagons Full of Cotton》 by 테네시 윌리엄스 The short play 《The Unsatisfactory Supper》 by 테네시 윌리엄스 |      |
| 《우정어린 설복》             | 마이클 윌슨 (withdrawn from final ballot)                                   | 소설 《The Friendly Persuasion》 by 제서민 웨스트                                                                                        |      |
| 《자이언트》                  | Fred Guiol 아이번 모펏                                                      | 소설 《Giant》 by 에드나 퍼버 |      |
| 《열정의 랩소디》             | 노먼 코윈                                                                   | 소설 《Lust for Life》 by 어빙 스톤 |      |
| 1957 (30th)                   |                                                                             | |      |
| 《콰이 강의 다리》            | 피에르 불 칼 포먼 (front: Pierre Boulle) 마이클 윌슨 (front: Pierre Boulle) | 소설 《The Bridge over the River Kwai》 by 피에르 불                                                                                     |      |
| 《병사와 수녀》               | 존 휴스턴 존 리 메이힌                                                      | 소설 《Heaven Knows, Mr. Allison》 by 찰스 쇼                                                                                            |      |
| 《Peyton Place》              | 존 마이클 헤이스                                                            | 소설 《Peyton Place》 by Grace Metalious                                                                                                 |      |
| 《Sayonara》                  | 폴 오스본                                                                   | 소설 《Sayonara》 by 제임스 미치너 |      |
| 《12인의 성난 사람들》        | 레지널드 로즈                                                               | The teleplay 《Twelve Angry Men》, written by 레지널드 로즈                                                                              |      |
| 1958 (31st)                   |                                                                             | |      |
| 《지지》                      | 앨런 제이 러너                                                              | 소설 《Gigi》 by 콜레트 |      |
| 《Cat on a Hot Tin Roof》     | 리처드 브룩스 제임스 포                                                     | 희곡 《뜨거운 양철지붕 위의 고양이》 by 테네시 윌리엄스                                                                                  |      |
| 《The Horse's Mouth》         | 앨릭 기니스                                                                 | 소설 《The Horse's Mouth》 by 조이스 케리                                                                                                |      |
| 《나는 살고 싶다》            | 넬슨 기딩 돈 맹키위츠                                                       | Articles by 에드 몽고메리 Letters by 바버라 그레이엄                                                                                     |      |
| 《Separate Tables》           | 존 게이 테런스 래티건                                                       | 희곡 《Separate Tables》 by 테런스 래티건                                                                                                |      |
| 1959 (32nd)                   |                                                                             | |      |
| 《룸 at the Top》             | 닐 패터슨                                                                   | 소설 《룸 at the Top》 by 존 브레인 |      |
| 《살인의 해부》               | 웬들 메이스                                                                 | 소설 《Anatomy of a Murder》 by 로버트 트레이버                                                                                          |      |
| 《벤허》                      | Karl Tunberg                                                                | 소설 《벤허》 by General 루 월리스 |      |
| 《파계》                      | 로버트 앤더슨                                                               | 소설 《The Nun's Story》 by 캐스린 흄 |      |
| 《뜨거운 것이 좋아》          | 빌리 와일더 I. A. L. 다이아몬드                                             | A story suggested by 로버트 Thoeren and M. 로건                                                                                          |      |

### 1960년대
| 연도                                                 | 작품                                                                 | 각본가                                                                                      | 원작 |
| ---------------------------------------------------- | -------------------------------------------------------------------- | ------------------------------------------------------------------------------------------- | ---- |
| 1960 (33rd)                                          |                                                                      |                                                                                             |      |
| 《엘머 갠트리》                                      | 리처드 브룩스                                                        | 소설 《엘머 갠트리》 by 싱클레어 루이스                                                     |      |
| 《Inherit the Wind》                                 | 네드릭 영 (front: 네이선 E. 더글러스) 해럴드 제이컵 스미스           | 희곡 《Inherit the Wind》 by 제롬 로런스 and 로버트 E. 리                                   |      |
| 《Sons and Lovers》                                  | 개빈 램버트 T. E. B. 클라크                                          | 소설 《아들과 연인》 by D. H. 로런스                                                        |      |
| 《선다우너스》                                       | Isobel Lennart                                                       | 소설 《The Sundowners》 by Jon Cleary                                                       |      |
| 《Tunes of Glory》                                   | 제임스 케너웨이                                                      | 소설 《Tunes of Glory》 by 제임스 케너웨이                                                  |      |
| 1961 (34th)                                          |                                                                      |                                                                                             |      |
| 《뉘른베르크 재판》                                  | 애비 맨                                                              | The teleplay 《Judgment at Nuremberg》, written by 애비 맨                                  |      |
| 《Breakfast at Tiffany's》                           | 조지 액설로드                                                        | 소설la 《Breakfast at Tiffany's》 by 트루먼 커포티                                          |      |
| 《The Guns of Navarone》                             | 칼 포먼                                                              | 소설 《The Guns of Navarone》 by 앨리스터 매클레인                                          |      |
| 《The Hustler》                                      | 시드니 캐럴 로버트 Rossen                                            | 소설 《The Hustler》 by 월터 테비스                                                         |      |
| 《웨스트 사이드 스토리》                             | 어니스트 리먼                                                        | 희곡 《웨스트 사이드 스토리》, book by 아서 Laurents, lyrics by 스티븐 손드하임             |      |
| 1962 (35th)                                          |                                                                      |                                                                                             |      |
| 《앵무새 죽이기》                                    | 호턴 푸트                                                            | 하퍼 리의 소설 《앵무새 죽이기》                                                            |      |
| 《데이비드 and Lisa》                                | 엘리나 페리                                                          | The story "Lisa and 데이비드" by 시어도어 아이작 루빈                                       |      |
| 《아라비아의 로렌스》                                | 로버트 볼트 마이클 윌슨 (not on original ballot)                     | The writings of T. E. 로런스                                                                |      |
| 《롤리타》                                           | 블라디미르 나보코프                                                  | 소설 《롤리타》 by 블라디미르 나보코프                                                      |      |
| 《The Miracle Worker》                               | 윌리엄 깁슨                                                          | 희곡 《The Miracle Worker》 by 윌리엄 깁슨                                                  |      |
| 1963 (36th)                                          |                                                                      |                                                                                             |      |
| 《톰 존스의 화려한 모험》                            | 존 오스본                                                            | 소설 《The History of Tom Jones, a Foundling》 by 헨리 필딩                                 |      |
| 《Captain Newman, M.D.》                             | 리처드 L. 브린 헨리 Ephron Phoebe Ephron                             | 소설 《Captain Newman, M.D.》 by 리오 Rosten                                                |      |
| 《Hud》                                              | Irving Ravetch 해리엇 프랭크 주니어                                  | 소설 《Horseman, Pass By》 by 래리 맥머트리                                                 |      |
| 《Lilies of the Field》                              | 제임스 포                                                            | 소설 《Lilies of the Field》 by 윌리엄 E. 배럿                                              |      |
| 《Sundays and Cybele》                               | Serge Bourguignon (scenario/dialogue) Antoine Tudal (scenario)       | 소설 《Les Dimanches de Ville d'Avray》 by Bernard Eschassériaux                            |      |
| 1964 (37th)                                          |                                                                      |                                                                                             |      |
| 《Becket》                                           | 에드워드 Anhalt                                                      | 희곡 《Becket》 by 장 아누이                                                                |      |
| 《닥터 스트레인지러브》                              | 스탠리 큐브릭 테리 서던 피터 조지                                    | 소설 《Red Alert》 by 피터 조지                                                             |      |
| 《메리 포핀스》                                      | 빌 월시 돈 더그라디                                                  | The 《메리 포핀스》 series by P. L. 트래버스                                                |      |
| 《마이 페어 레이디》                                 | 앨런 제이 러너                                                       | 희곡 《마이 페어 레이디》, book by 앨런 제이 러너 The play 《피그말리온》 by 조지 버나드 쇼 |      |
| 《그리스인 조르바》                                  | 마이클 Cacoyannis                                                    | 니코스 카잔차키스의 소설 《그리스인 조르바》                                                |      |
| 1965 (38th)                                          |                                                                      |                                                                                             |      |
| 《닥터 지바고》                                      | 로버트 볼트                                                          | 보리스 파스테르나크의 소설 《의사 지바고》 by 보리스 파스테르나크                           |      |
| 《Cat Ballou》                                       | 월터 뉴먼 프랭크 R. 피어슨                                           | 소설 《The Ballad of Cat Ballou》 by Roy Chanslor                                           |      |
| 《The Collector》                                    | 스탠리 맨 존 콘                                                      | 소설 《The Collector》 by 존 파울스                                                         |      |
| 《Ship of Fools》                                    | 애비 맨                                                              | 소설 《Ship of Fools》 by 캐서린 앤 포터                                                    |      |
| 《A Thousand Clowns》                                | 허브 가드너                                                          | 희곡 《A Thousand Clowns》 by 허브 가드너                                                   |      |
| 1966 (39th)                                          |                                                                      |                                                                                             |      |
| 《사계절의 사나이》                                  | 로버트 볼트                                                          | 희곡 《사계절의 사나이》 by 로버트 볼트                                                     |      |
| 《Alfie》                                            | Bill Naughton                                                        | 희곡 《Alfie》 by Bill Naughton                                                             |      |
| 《The Professionals》                                | 리처드 브룩스                                                        | 소설 《A Mule for the Marquesa》 by 프랭크 오루크                                           |      |
| 《The Russians Are Coming, the Russians Are Coming》 | 윌리엄 로즈                                                          | 소설 《Off-Islanders》 by 너새니얼 벤칠리                                                   |      |
| 《누가 버지니아 울프를 두려워하랴》                  | 어니스트 리먼                                                        | 희곡 《누가 버지니아 울프를 두려워하랴》 by 에드워드 올비                                   |      |
| 1967 (40th)                                          |                                                                      |                                                                                             |      |
| 《In the Heat of the Night》                         | Stirling Silliphant                                                  | 소설 《In the Heat of the Night》 by 존 볼                                                  |      |
| 《Cool Hand Luke》                                   | 돈 피어스 프랭크 R. 피어슨                                           | 소설 《Cool Hand Luke》 by 돈 피어스                                                        |      |
| 《졸업》                                             | Calder Willingham Buck 헨리                                          | 소설 《The Graduate》 by 찰스 웨브                                                          |      |
| 《In Cold Blood》                                    | 리처드 브룩스                                                        | 소설 《In Cold Blood》 by 트루먼 커포티                                                     |      |
| 《율리시스》                                         | 조지프 스트릭 프레드 헤인스                                          | 소설 《율리시스》 by 제임스 조이스                                                          |      |
| 1968 (41st)                                          |                                                                      |                                                                                             |      |
| 《The Lion in Winter》                               | 제임스 골드먼                                                        | 희곡 《The Lion in Winter》 by 제임스 골드먼                                                |      |
| 《The Odd Couple》                                   | 닐 사이먼                                                            | 희곡 《The Odd Couple》 by 닐 사이먼                                                        |      |
| 《올리버!》                                          | 버넌 해리스                                                          | The musical 《올리버!》, book by 라이어널 바트 The novel 《올리버 트위스트》 by 찰스 디킨스 |      |
| 《Rachel, Rachel》                                   | 스튜어트 스턴                                                        | 소설 《A Jest of God》 by 마거릿 로런스                                                     |      |
| 《로즈메리의 아기》                                  | 로만 폴란스키                                                        | 소설 《로즈메리의 아기》 by 아이라 레빈                                                     |      |
| 1969 (42nd)                                          |                                                                      |                                                                                             |      |
| 《미드나잇 카우보이》                                | 월도 솔트                                                            | 소설 《Midnight Cowboy》 by 제임스 리오 Herlihy                                             |      |
| 《Anne of the Thousand Days》                        | 존 헤일 (writer) 브리짓 볼런드 (writer) 리처드 Sokolove (adaptation) | 희곡 《Anne of the Thousand Days》 by 맥스웰 앤더슨                                         |      |
| 《Goodbye, Columbus》                                | Arnold Schulman                                                      | 소설 《굿바이, 콜럼버스》 by 필립 로스                                                      |      |
| 《They Shoot Horses, Don't They?》                   | 제임스 포 로버트 E. 톰슨                                             | 소설 《They Shoot Horses, Don't They?》 by 호러스 매코이                                    |      |
| 《Z》                                                | 호르헤 셈프룬 코스타 가브라스                                        | 소설 《Z》 by 바실리스 바실리코스                                                           |      |

### 1970년대
| 연도                                    | 작품                                                       | 각본가 | 원작 |
| --------------------------------------- | ---------------------------------------------------------- | --- | ---- |
| 1970 (43rd)                             |                                                            | |      |
| 《매시》                                | 링 라드너 주니어                                           | 소설 《MASH: A Novel About Three Army Doctors》 by 리처드 후커                                                   |      |
| 《Airport》                             | 조지 시턴                                                  | 소설 《Airport》 by 아서 헤일리                                                                                  |      |
| 《아버지의 노래》                       | 로버트 앤더슨                                              | 희곡 《I Never Sang for My Father》 by 로버트 앤더슨                                                             |      |
| 《Lovers and Other Strangers》          | 조지프 Bologna 데이비드 Zelag Goodman 러네이 테일러        | 희곡 《Lovers and Other Strangers》 by 조지프 Bologna and 러네이 테일러                                          |      |
| 《사랑에 빠진 여인들》                  | 래리 크레이머                                              | 소설 《사랑에 빠진 여인들》 by D. H. 로런스                                                                      |      |
| 1971 (44th)                             |                                                            | |      |
| 《프렌치 커넥션》                       | 어니스트 타이디먼                                          | The book 《The French Connection: A True Account of Cops, Narcotics, and International Conspiracy》 by 로빈 무어 |      |
| 《시계태엽 오렌지》                     | 스탠리 큐브릭                                              | 소설 《시계태엽 오렌지》 by 앤서니 버지스                                                                        |      |
| 《순응자》                              | 베르나르도 베르톨루치                                      | 소설 《순응자》 by 알베르토 모라비아                                                                             |      |
| 《핀치콘티니가의 정원》                 | 우고 피로 비토리오 보니첼리                                | 소설 《핀치콘티니가의 정원》 by 조르조 바사니                                                                    |      |
| 《마지막 영화관》                       | 래리 맥머트리 피터 보그다노비치                            | 소설 《The Last Picture Show》 by 래리 맥머트리                                                                  |      |
| 1972 (45th)                             |                                                            | |      |
| 《대부》                                | 마리오 푸조 프랜시스 포드 코폴라                           | 소설 《대부》 by 마리오 푸조                                                                                     |      |
| 《카바레》                              | 제이 프레슨 앨런                                           | The musical 《Cabaret》, book by Joe Masteroff                                                                   |      |
| 《The Emigrants》                       | 벵트 포르슬룬드 얀 트로엘                                  | 소설 《The Emigrants》 by 빌헬름 모베르그 The novel 《Unto a Good Land》 by 빌헬름 모베르그                      |      |
| 《Pete 'n' Tillie》                     | 줄리어스 J. 엡스타인                                       | The story "Witch's Milk" by 피터 De Vries                                                                        |      |
| 《Sounder》                             | 론 엘더 3세                                                | 소설 《Sounder》 by 윌리엄 H. 암스트롱                                                                           |      |
| 1973 (46th)                             |                                                            | |      |
| 《엑소시스트》                          | 윌리엄 피터 블래티                                         | 소설 《엑소시스트》 by 윌리엄 피터 블래티                                                                        |      |
| 《The Last Detail》                     | 로버트 타운                                                | 소설 《The Last Detail》 by Darryl Ponicsan                                                                      |      |
| 《The Paper Chase》                     | 제임스 브리지스                                            | 소설 《The Paper Chase》 by 존 제이 오스본 주니어                                                                |      |
| 《Paper Moon》                          | 앨빈 사전트                                                | 소설 《Addie Pray》 by 조 데이비드 브라운                                                                        |      |
| 《형사 서피코》                         | 월도 솔트 노먼 웩슬러                                      | The book 《Serpico》 by 피터 마스                                                                                |      |
| 1974 (47th)                             |                                                            | |      |
| 《대부 2》                              | 프랜시스 포드 코폴라 마리오 푸조                           | 소설 《대부》 by 마리오 푸조                                                                                     |      |
| 《The Apprenticeship of Duddy Kravitz》 | Lionel Chetwynd (adaptation) Mordecai Richler (novel)      | 소설 《The Apprenticeship of Duddy Kravitz》 by Mordecai Richler                                                 |      |
| 《Lenny》                               | 줄리언 배리                                                | 희곡 《Lenny》 by 줄리언 배리                                                                                    |      |
| 《오리엔트 특급 살인》                  | 폴 덴                                                      | 소설 《오리엔트 특급 살인》 by 애거사 크리스티                                                                   |      |
| 《Young Frankenstein》                  | 진 와일더 멜 브룩스                                        | 소설 《프랭켄슈타인》 by 메리 셸리                                                                               |      |
| 1975 (48th)                             |                                                            | |      |
| 《뻐꾸기 둥지 위로 날아간 새》          | 보 골드먼 로런스 Hauben                                    | 소설 《뻐꾸기 둥지 위로 날아간 새》 by Ken Kesey                                                                 |      |
| 《배리 린든》                           | 스탠리 큐브릭                                              | 소설 《The Memoirs of Barry Lyndon, Esq.》 by 윌리엄 메이크피스 새커리                                           |      |
| 《The Man Who Would Be King》           | 존 휴스턴 글래디스 힐                                      | The story "왕이 되고 싶은 사나이" by 러디어드 키플링                                                             |      |
| 《여인의 향기》                         | 루제로 마카리 디노 리시                                    | 소설 《Il buio e il mare》 by 조반니 아르피노                                                                    |      |
| 《The Sunshine Boys》                   | 닐 사이먼                                                  | 희곡 《The Sunshine Boys》 by 닐 사이먼                                                                          |      |
| 1976 (49th)                             |                                                            | |      |
| 《모두가 왕의 부하들》                  | 윌리엄 골드먼                                              | The book 《All the President's Men》 by 칼 번스틴 and 밥 우드워드                                                |      |
| 《Bound for Glory》                     | 로버트 Getchell                                            | The book 《Bound for Glory》 by 우디 거스리                                                                      |      |
| 《Fellini's Casanova》                  | 페데리코 펠리니 베르나르디노 차포리니                      | The autobiography 《Histoire de ma vie》 by 자코모 카사노바                                                      |      |
| 《셜록 홈즈의 7퍼센트 용액》            | Nicholas Meyer                                             | 소설 《셜록 홈즈의 7퍼센트 용액》 by Nicholas Meyer                                                              |      |
| 《Voyage of the Damned》                | 데이비드 버틀러 Steve Shagan                               | The book 《Voyage of the Damned》 by 고든 토머스; co-authored by 맥스 모건 위츠                                  |      |
| 1977 (50th)                             |                                                            | |      |
| 《줄리아》                              | 앨빈 사전트                                                | 소설 《Pentimento》 by 릴리언 헬먼                                                                               |      |
| 《Equus》                               | 피터 Shaffer                                               | 희곡 《Equus》 by 피터 Shaffer                                                                                   |      |
| 《I Never Promised You a Rose Garden》  | 개빈 램버트 루이스 존 칼리노                               | 소설 《I Never Promised You a Rose Garden》 by Hannah 그린                                                       |      |
| 《Oh, God!》                            | Larry Gelbart                                              | 소설 《Oh, God!》 by 에이버리 코먼                                                                               |      |
| 《욕망의 모호한 대상》                  | 루이스 부뉴엘 (scenario) 장클로드 카리에르 (collaboration) | 소설 《La Femme et le pantin》 by Pierre Louÿs                                                                   |      |
| 1978 (51st)                             |                                                            | |      |
| 《Midnight Express》                    | 올리버 스톤                                                | The book 《Midnight Express》 by 빌리 헤이스 and 윌리엄 호퍼                                                     |      |
| 《Bloodbrothers》                       | 월터 뉴먼                                                  | 소설 《Bloodbrothers》 by 리처드 프라이스                                                                        |      |
| 《California Suite》                    | 닐 사이먼                                                  | 희곡 《California Suite》 by 닐 사이먼                                                                           |      |
| 《Heaven Can Wait》                     | 일레인 메이 워런 비티                                      | 희곡 《Heaven Can Wait》 by 해리 시걸                                                                            |      |
| 《Same Time, Next Year》                | 버나드 슬레이드                                            | 희곡 《Same Time, Next Year》 by 버나드 슬레이드                                                                 |      |
| 1979 (52nd)                             |                                                            | |      |
| 《크레이머 대 크레이머》                | 로버트 벤턴                                                | 소설 《크레이머 대 크레이머》 by 에이버리 코먼                                                                   |      |
| 《지옥의 묵시록》                       | 존 밀리어스 프랜시스 포드 코폴라                           | 조지프 콘래드 소설 《암흑의 핵심》                                                                               |      |
| 《새장 속의 광대》                      | 마르셀로 다농 에두아르 몰리나로 장 푸아레 프랑시스 베베르  | 희곡 《La Cage aux Folles》 by 장 푸아레                                                                         |      |
| 《리틀 로망스》                         | 앨런 번스                                                  | 소설 《E=MC2 mon amour》 by 파트리크 코뱅                                                                        |      |
| 《노마 레이》                           | 해리엇 프랭크 주니어 Irving Ravetch                        | The book 《Crystal Lee, a Woman of Inheritance》 by Hank Leiferman                                               |      |

### 1980년대
| 연도                                                  | 작품                                                        | 각본가 | 원작 |
| ----------------------------------------------------- | ----------------------------------------------------------- | --- | ---- |
| 1980 (53rd)                                           |                                                             | |      |
| 《보통 사람들》                                       | 앨빈 사전트                                                 | 소설 《보통 사람들》 by 주디스 게스트 |      |
| 《Breaker Morant》                                    | 조너선 하디 데이비드 스티븐스 브루스 베리스퍼드             | 희곡 《Breaker Morant》 by 케네스 G. 로스 |      |
| 《Coal Miner's Daughter》                             | 톰 리크먼                                                   | The book 《Coal Miner's Daughter》 by 로레타 린 and 조지 Vecsey                                                                                                  |      |
| 《엘리펀트 맨》                                       | 크리스토퍼 디보어 Eric Bergren 데이비드 린치                | The book 《The Elephant Man and Other Reminiscences》 by Sir Frederick Treves The book 《The Elephant Man: A Study in Human Dignity》 by 애슐리 몬터규           |      |
| 《The Stunt Man》                                     | 로런스 B. 마커스 (대본) 리처드 러시 (adaptation)            | 소설 《The Stunt Man》 by Paul Brodeur |      |
| 1981 (54th)                                           |                                                             | |      |
| 《황금 연못》                                         | 어니스트 톰슨                                               | 희곡 《황금 연못》 by 어니스트 톰슨 |      |
| 《프랑스 중위의 여자》                                | 해럴드 핀터                                                 | 소설 《프랑스 중위의 여자》 by 존 파울스 |      |
| 《Pennies from Heaven》                               | 데니스 포터                                                 | The television miniseries 《Pennies from Heaven》, written by 데니스 포터                                                                                        |      |
| 《Prince of the City》                                | 제이 프레슨 앨런 시드니 루멧                                | The book 《Prince of the City: The True Story of a Cop Who Knew Too Much》 by 로버트 데일리                                                                      |      |
| 《Ragtime》                                           | 마이클 웰러                                                 | 소설 《Ragtime》 by E. L. 닥터로 |      |
| 1982 (55th)                                           |                                                             | |      |
| 《의문의 실종》                                       | 코스타 가브라스 도널드 E. 스튜어트                          | The book 《The Execution of 찰스 Horman: An American Sacrifice》 by 토머스 하우저                                                                                |      |
| 《특전 유보트》                                       | 볼프강 페테르젠                                             | 소설 《Das Boot》 by Lothar G. Buchheim |      |
| 《소피의 선택》                                       | 앨런 J. 퍼쿨라                                              | 소설 《소피의 선택》 by 윌리엄 스타이런 |      |
| 《심판》                                              | 데이비드 매밋                                               | 소설 《The Verdict》 by 배리 리드 |      |
| 《Victor/Victoria》                                   | 블레이크 에드워즈                                           | The film 《Viktor und Viktoria》, written by 라인홀트 쉰첼 |      |
| 1983 (56th)                                           |                                                             | |      |
| 《애정의 조건》                                       | 제임스 L. 브룩스                                            | 소설 《Terms of Endearment》 by 래리 맥머트리 |      |
| 《Betrayal》                                          | 해럴드 핀터                                                 | 희곡 《Betrayal》 by 해럴드 핀터 |      |
| 《멋진 드레서》                                       | 로널드 하우드                                               | 희곡 《The Dresser》 by 로널드 하우드 |      |
| 《리타 길들이기》                                     | 윌리 러셀                                                   | 희곡 《리타 길들이기》 by 윌리 러셀 |      |
| 《Reuben, Reuben》                                    | 줄리어스 J. 엡스타인                                        | 희곡 《Spofford》 by 허먼 셤린 |      |
| 1984 (57th)                                           |                                                             | |      |
| 《아마데우스》                                        | 피터 섀퍼                                                   | 희곡 《아마데우스》 by 피터 섀퍼 |      |
| 《Greystoke: The Legend of Tarzan, Lord of the Apes》 | P.H. Vazak 마이클 오스틴                                    | 소설 《유인원 타잔》 by 에드거 라이스 버로스 |      |
| 《킬링 필드》                                         | 브루스 로빈슨                                               | The article "The Death and Life of Dith Pran" by 시드니 섄버그                                                                                                   |      |
| 《인도로 가는 길》                                    | 데이비드 린                                                 | 소설 《인도로 가는 길》 by E. M. 포스터 |      |
| 《A Soldier's Story》                                 | 찰스 풀러                                                   | 희곡 《A Soldier's Play》 by 찰스 풀러 |      |
| 1985 (58th)                                           |                                                             | |      |
| 《아웃 오브 아프리카》                                | Kurt Luedtke                                                | 회고록 《Out of Africa》 by Isak Dinesen The book 《Silence Will Speak》 by Errol Trzebinski The book 《Isak Dinesen: The Life of a Storyteller》 by 주디스 서먼 |      |
| 《컬러 퍼플》                                         | Menno Meyjes                                                | 소설 《더 컬러 퍼플》 by 앨리스 워커 |      |
| 《거미여인의 키스》                                   | 레너드 슈레이더                                             | 소설 《거미여인의 키스》 by 마누엘 푸이그 |      |
| 《프리찌스 오너》                                     | 리처드 콘던 재닛 로치                                       | 소설 《Prizzi's Honor》 by 리처드 콘던 |      |
| 《The Trip to Bountiful》                             | 호턴 푸트                                                   | The teleplay play 《The Trip to Bountiful》, written by 호턴 푸트                                                                                                |      |
| 1986 (59th)                                           |                                                             | |      |
| 《전망 좋은 방》                                      | Ruth Prawer Jhabvala                                        | 소설 《전망 좋은 방》 by E. M. 포스터 |      |
| 《작은 신의 아이들》                                  | 헤스퍼 앤더슨 마크 메도프                                   | 희곡 《Children of a Lesser God》 by 마크 메도프 |      |
| 《컬러 오브 머니》                                    | 리처드 프라이스                                             | 소설 《The Color of Money》 by 월터 테비스 |      |
| 《Crimes of the Heart》                               | 베스 헨리                                                   | 희곡 《Crimes of the Heart》 by 베스 헨리 |      |
| 《Stand by Me》                                       | 레이놀드 기디언 브루스 A. 에번스                            | 소설 《The Body》 by 스티븐 킹 |      |
| 1987 (60th)                                           |                                                             | |      |
| 《마지막 황제》                                       | 베르나르도 베르톨루치 Mark Peploe                           | The autobiography 《From Emperor to Citizen: The Autobiography of Aisin-Gioro Pu Yi》 by 헨리 Pu Yi                                                              |      |
| 《The Dead》                                          | 토니 휴스턴                                                 | 단편소설 "The Dead" by 제임스 조이스 |      |
| 《위험한 정사》                                       | 제임스 디어든                                               | The teleplay 《Diversion》, written by 제임스 디어든 |      |
| 《풀 메탈 재킷》                                      | Gustav Hasford 마이클 헤어 스탠리 큐브릭                    | 소설 《The Short-Timers》 by Gustav Hasford |      |
| 《개 같은 내 인생》                                   | 브라세 브렌스트룀 페르 베릴룬드 라세 할스트룀 레이다르 옌손 | 소설 《Mitt liv som hund》 by 레이다르 옌손 |      |
| 1988 (61st)                                           |                                                             | |      |
| 《위험한 관계》                                       | 크리스토퍼 햄프턴                                           | 희곡 《위험한 관계》 by 크리스토퍼 햄프턴 from the novel of the same name by 피에르 쇼레를로 드 라클로                                                           |      |
| 《우연한 여행자》                                     | 프랭크 갈라티 로런스 캐즈던                                 | 소설 《우연한 여행자》 by 앤 타일러 |      |
| 《정글 속의 고릴라》                                  | 애나 해밀턴 펠런 (story/screenplay) Tab Murphy (원안)       | An article by 해럴드 T.P. 헤이스 |      |
| 《작은 도릿》                                         | 크리스틴 Edzard                                             | 소설 《작은 도릿》 by 찰스 디킨스 |      |
| 《참을 수 없는 존재의 가벼움》                        | 장클로드 카리에르 필립 코프먼                               | 소설 《참을 수 없는 존재의 가벼움》 by 밀란 쿤데라 |      |
| 1989 (62nd)                                           |                                                             | |      |
| 《드라이빙 미스 데이지》                              | 앨프리드 유리                                               | 희곡 《드라이빙 미스 데이지》 by 앨프리드 유리 |      |
| 《7월 4일생》                                         | 론 코빅 올리버 스톤                                         | The book 《Born on the Fourth of July》 by 론 코빅 |      |
| 《원수들, 사랑 이야기》                               | Paul Mazursky 로저 L. 사이먼                                | 소설 《원수들, 사랑 이야기》 by 아이작 바셰비스 싱어 |      |
| 《꿈의 구장》                                         | 필 올든 로빈슨                                              | 소설 《Shoeless Joe》 by W. P. 킨셀라 |      |
| 《나의 왼발》                                         | Shane Connaughton 짐 셰리던                                 | The book 《My Left Foot》 by 크리스티 브라운 |      |

### 1990년대
| 연도                     | 작품 | 각본가 | 원작 |
| ------------------------ | --- | --- | ---- |
| 1990 (63rd)              | | |      |
| 《늑대와 함께 춤을》     | 마이클 블레이크 | 소설 《늑대와 함께 춤을》 by 마이클 블레이크                                                                            |      |
| 《사랑의 기적》          | 스티븐 제일리언 | The book 《깨어남》 by 올리버 색스                                                                                      |      |
| 《좋은 친구들》          | 니컬러스 필레기 마틴 스코세이지 | The book 《Wiseguy》 by Nicholas Pileggi                                                                                |      |
| 《그리프터스》           | 도널드 E. 웨스트레이크 | 소설 《The Grifters》 by 짐 톰슨                                                                                        |      |
| 《행운의 반전》          | 니콜라스 카잔 | The book 《Reversal of Fortune: Inside the von Bülow Case》 by Alan M. Dershowitz                                       |      |
| 1991 (64th)              | | |      |
| 《양들의 침묵》          | 테드 샐리 | 소설 《양들의 침묵》 by 토머스 해리스                                                                                   |      |
| 《유로파 유로파》        | 아그니에슈카 홀란트 | The book 《I Was Hitler Youth Salomon》 by Solomon Perel                                                                |      |
| 《프라이드 그린 토마토》 | 패니 플래그 Carol Sobieski (posthumous nomination) | 소설 《프라이드 그린 토마토》 by 패니 플래그                                                                            |      |
| 《JFK》                  | 올리버 스톤 Zachary Sklar | The book 《Crossfire: The Plot That Killed Kennedy》 by 짐 마스 the book 《On the Trail of the Assassins》 by 짐 개리슨 |      |
| 《사랑과 추억》          | 팻 콘로이 베키 존스턴 | 소설 《The Prince of Tides》 by 팻 콘로이                                                                               |      |
| 1992 (65th)              | | |      |
| 《하워즈 엔드》          | Ruth Prawer Jhabvala | 소설 《하워즈 엔드》 by E. M. 포스터                                                                                    |      |
| 《4월의 유혹》           | 피터 반스 | 소설 《The Enchanted April》 by Elizabeth von Arnim                                                                     |      |
| 《플레이어》             | 마이클 톨킨 | 소설 《The Player》 by 마이클 톨킨                                                                                      |      |
| 《흐르는 강물처럼》      | 리차드 프리덴버그 | 노먼 매클레인의 단편소설 《흐르는 강물처럼》                                                                            |      |
| 《여인의 향기》          | 보 골드먼 | 소설 《Il Buio E Il Miele》 by 조반니 아르피노 The film 《Profumo di Donna》, written by 루제로 마카리 and 디노 리시    |      |
| 1993 (66th)              | | |      |
| 《쉰들러 리스트》        | 스티븐 제일리언 | 소설 《Schindler's Ark》 by 토머스 케닐리                                                                               |      |
| 《순수의 시대》          | 제이 콕스 마틴 스코세이지 | 소설 《순수의 시대》 by 이디스 워튼                                                                                     |      |
| 《아버지의 이름으로》    | 테리 조지 짐 셰리던 | The book 《Proved Innocent》 by Gerry Conlon                                                                            |      |
| 《남아 있는 나날》       | Ruth Prawer Jhabvala | 소설 《남아 있는 나날》 by 가즈오 이시구로                                                                              |      |
| 《샤도우랜드》           | 윌리엄 니컬슨 | 희곡 《Shadowlands》 by 윌리엄 니컬슨                                                                                   |      |
| 1994 (67th)              | | |      |
| 《포레스트 검프》        | 에릭 로스 | 소설 《Forrest Gump》 by 윈스턴 그룸                                                                                    |      |
| 《조지 왕의 광기》       | 앨런 베넷 | 희곡 《The Madness of 조지 III》 by 앨런 베넷                                                                           |      |
| 《노스바스의 추억》      | 로버트 벤턴 | 소설 《Nobody's Fool》 by 리처드 루소                                                                                   |      |
| 《퀴즈 쇼》              | 폴 아타나시오 | The book 《Remembering America: A Voice from the Sixties》 by 리처드 N. 굿윈                                            |      |
| 《쇼생크 탈출》          | 프랭크 다라본트 | 단편소설 "리타 헤이워드와 쇼생크 탈출" by 스티븐 킹                                                                     |      |
| 1995 (68th)              | | |      |
| 《센스 앤 센서빌리티》   | 에마 톰슨 | 소설 《이성과 감성》 by 제인 오스틴                                                                                     |      |
| 《아폴로 13》            | 윌리엄 브로일스 주니어 앨 라이너트 | The book 《Lost Moon》 by 짐 러벨 and 제프리 클루거                                                                     |      |
| 《꼬마돼지 베이브》      | 조지 밀러 크리스 누넌 | 소설 《The Sheep-Pig》 by 딕 킹스미스                                                                                   |      |
| 《라스베가스를 떠나며》  | Mike Figgis | 소설 《Leaving Las Vegas》 by 존 오브라이언                                                                             |      |
| 《일 포스티노》          | 안나 파비냐노 (대본) 마이클 래드퍼드 (대본) 푸리오 스카르펠리 (story/screenplay) 자코모 스카르파렐리 (story/screenplay) 마시모 트로이시 (대본) (posthumous nomination) | 소설 《네루다의 우편배달부》 by 안토니오 스카메르타                                                                     |      |
| 1996 (69th)              | | |      |
| 《슬링 블레이드》        | 빌리 밥 손턴 | The short film 《Some Folks Call It a Sling Blade》, written by 빌리 밥 손턴                                            |      |
| 《크루서블》             | 아서 밀러 | 희곡 《The Crucible》 by 아서 밀러                                                                                      |      |
| 《잉글리쉬 페이션트》    | 앤서니 밍겔라 | 소설 《잉글리쉬 페이션트》 by 마이클 온다체                                                                             |      |
| 《햄릿》                 | 케네스 브래나 | 희곡 《햄릿》 by 윌리엄 셰익스피어                                                                                      |      |
| 《트레인스포팅》         | 존 호지 | 소설 《트레인스포팅》 by 어빈 웰시                                                                                      |      |
| 1997 (70th)              | | |      |
| 《LA 컨피덴셜》          | 커티스 핸슨 브라이언 헬걸런드 | 소설 《L.A. Confidential》 by 제임스 엘로이                                                                             |      |
| 《도니 브래스코》        | 폴 아타나시오 | The book 《Donnie Brasco: My Undercover Life in the Mafia》 by 조지프 D. 피스톤 and 리처드 우들리                       |      |
| 《달콤한 후세》          | 애텀 이고이언 | 소설 《The Sweet Hereafter》 by 러셀 뱅크스                                                                             |      |
| 《왝 더 독》             | 힐러리 헹킨 데이비드 매밋 | 소설 《American Hero》 by 래리 바인하트                                                                                 |      |
| 《도브》                 | 호세인 아미니 | 소설 《The Wings of the Dove》 by 헨리 제임스                                                                           |      |
| 1998 (71st)              | | |      |
| 《갓 앤 몬스터》         | 빌 콘던 | 소설 《Father of 프랭크enstein》 by 크리스토퍼 브램                                                                     |      |
| 《표적》                 | 스콧 프랭크 | 소설 《Out of Sight》 by 엘모어 레너드                                                                                  |      |
| 《프라이머리 컬러스》    | 일레인 메이 | 소설 《Primary Colors》 by 조 클라인                                                                                    |      |
| 《심플 플랜》            | 스콧 스미스 | 소설 《A Simple Plan》 by 스콧 스미스                                                                                   |      |
| 《씬 레드 라인》         | 테런스 맬릭 | 제임스 존스의 소설 《씬 레드 라인》                                                                                     |      |
| 1999 (72nd)              | | |      |
| 《사이더 하우스》        | 존 어빙 | 소설 《The Cider House Rules》 by 존 어빙                                                                               |      |
| 《일렉션》               | 알렉산더 페인 짐 테일러 | 소설 《Election》 by 톰 퍼로타                                                                                          |      |
| 《그린 마일》            | 프랭크 다라본트 | 스티븐 킹의 소설 《그린 마일》                                                                                          |      |
| 《인사이더》             | 마이클 맨 에릭 로스 | The article "The Man Who Knew Too Much" by 마리 브레너                                                                  |      |
| 《리플리》               | 앤서니 밍겔라 | 소설 《재능 있는 리플리 씨》 by 퍼트리샤 하이스미스                                                                     |      |

### 2000년대
| 연도                                             | 작품 | 각본가 | 원작 |
| ------------------------------------------------ | --- | --- | ---- |
| 2000 (제73회)                                    | | |      |
| 《트래픽》                                       | 스티븐 게건 | 사이먼 무어의 텔레비전 드라마 《트래픽》                                                                                |      |
| 《초콜렛》                                       | 로버트 넬슨 제이컵스 | 조앤 해리스의 소설 《초콜렛》                                                                                           |      |
| 《와호장룡》                                     | 왕휘링 제임스 샤머스 쿠롱차이 | 왕도려의 소설 《와호장룡》                                                                                              |      |
| 《오 형제여 어디 있는가》                        | 코언 형제 | 호메로스의 서사시 《오디세이》                                                                                          |      |
| 《원더 보이스》                                  | 스티브 클로브스 | 마이클 셰이본의 저서 《원더 보이스》                                                                                    |      |
| 2001 (제74회)                                    | | |      |
| 《뷰티풀 마인드》                                | 아키바 골즈먼 | 실비아 나사르의 저서 《뷰티풀 마인드》                                                                                  |      |
| 《판타스틱 소녀 백서》                           | 대니얼 클로브스 테리 즈위고프 | 대니얼 클로브스의 그래픽 노블 《고스트 월드》                                                                           |      |
| 《침실에서》                                     | 토드 필드 Rob Festinger | 안드레 두버스의 단편소설 《"Killings"》                                                                                 |      |
| 《반지의 제왕: 반지 원정대》                     | 프랜 월시 필리파 보옌스 피터 잭슨 | J. R. R. 톨킨의 소설 《반지 원정대》                                                                                    |      |
| 《슈렉》                                         | 테드 엘리엇 테리 로시오 조 스틸먼 로저 S. H. Schulman                                                                                  | 윌리엄 스타이그의 그림책 《슈렉!》                                                                                      |      |
| 2002 (제75회)                                    | | |      |
| 《피아니스트》                                   | 로널드 하우드 | 브와디스와프 슈필만의 회고록 《피아니스트》                                                                             |      |
| 《어바웃 어 보이》                               | 피터 헤지스 크리스 와이츠 폴 와이츠 | 닉 혼비의 소설 《어바웃 어 보이》                                                                                       |      |
| 《어댑테이션》                                   | 찰리 코프먼 도널드 코프먼 | 수잔 올리언의 저서 《난초 도둑》                                                                                        |      |
| 《시카고》                                       | 빌 콘던 | 밥 포스, 프레드 에브의 뮤지컬 각본 《시카고》                                                                           |      |
| 《디 아워스》                                    | 데이비드 헤어 | 마이클 커닝햄의 소설 《세월》                                                                                           |      |
| 2003 (제76회)                                    | | |      |
| 《반지의 제왕: 왕의 귀환》                       | 프랜 월시 필리파 보옌스 피터 잭슨 | J. R. R. 톨킨의 소설 《왕의 귀환》                                                                                      |      |
| 《아메리칸 스플렌더》                            | Shari Springer Berman 로버트 풀치니 | The comic book series 《American Splendor》 by Harvey Pekar The comic book series 《Our Cancer Year》 by 조이스 Brabner |      |
| 《시티 오브 갓》                                 | 브라울리우 만토바니 | 소설 《City of God》 by Paulo Lins                                                                                      |      |
| 《미스틱 리버》                                  | 브라이언 헬걸런드 | 데니스 러헤인의 소설 《미스틱 리버》                                                                                    |      |
| 《씨비스킷》                                     | 게리 로스 | The book 《Seabiscuit: An American Legend》 by 로라 힐런브랜드                                                          |      |
| 2004 (제77회)                                    | | |      |
| 《사이드웨이》                                   | 알렉산더 페인 짐 테일러 | 소설 《Sideways》 by 렉스 피킷                                                                                          |      |
| 《비포 선셋》                                    | 리처드 링클레이터 (원안/각본) 킴 크리전 (원안) 줄리 델피 (대본) 이선 호크 (대본)                                                       | 리처드 링클레이터과 킴 크리전가 제작한 영화 《비포 선라이즈》의 등장인물                                                |      |
| 《네버랜드를 찾아서》                            | 데이비드 메이지 | 앨런 니의 희곡 《The Man Who Was Peter Pan》                                                                            |      |
| 《밀리언 달러 베이비》                           | 폴 해기스 | F.X. 툴의 저서 《불타는 로프, 코너에서 전하는 이야기》                                                                  |      |
| 《모터싸이클 다이어리》                          | 호세 리베라 | 알베르토 그라나도의 저서 《Con el Che por America Latina》 체 게바라의 저서 《모터사이클 다이어리》                     |      |
| 2005 (제78회)                                    | | |      |
| 《브로크백 마운틴》                              | 래리 맥머트리 다이애나 오산나 | 애니 프루의 단편소설 《브로크백 마운틴》                                                                                |      |
| 《카포테》                                       | 댄 퍼터먼 | 제럴드 클라크의 《저서 카포테》                                                                                         |      |
| 《콘스탄트 가드너》                              | 제프리 케인 | 존 러카레이의 소설 《콘스탄트 가드너》                                                                                  |      |
| 《폭력의 역사》                                  | 조시 올슨 | 존 와그너, 빈스 로크의 그래픽 노블 《폭력의 역사》                                                                      |      |
| 《뮌헨》                                         | 토니 쿠슈너 에릭 로스 | 조지 조너스의 저서 《복수》                                                                                             |      |
| 2006 (제79회)                                    | | |      |
| 《디파티드》                                     | 윌리엄 모나한 | 맥조휘, 장문강의 영화 《무간도》                                                                                        |      |
| 《보랏: 카자흐스탄 킹카의 미국 문화 빨아들이기》 | 사샤 배런 코언 (story/screenplay) 피터 Baynham (story/screenplay) 앤서니 하인스 (story/screenplay) Dan Mazer (대본) 토드 필립스 (원안) | The character Borat Sagdiyev, from the television series 《Da Ali G Show》 created by 사샤 배런 코언                    |      |
| 《칠드런 오브 맨》                               | 알폰소 쿠아론 티머시 J. 섹스턴 데이비드 아라타 Mark Fergus Hawk Ostby                                                                  | 소설 《인간의 아이들》 by P. D. 제임스                                                                                  |      |
| 《리틀 칠드런》                                  | 토드 필드 톰 퍼로타 | 톰 퍼로타의 소설 《리틀 칠드런》                                                                                        |      |
| 《노트 온 스캔들》                               | 패트릭 마버 | 조이 헬러의 소설 《노트 온 스캔들》                                                                                     |      |
| 2007 (제80회)                                    | | |      |
| 《노인을 위한 나라는 없다》                      | 코언 형제 | 코맥 매카시의 소설 《노인을 위한 나라는 없다》                                                                          |      |
| 《어톤먼트》                                     | 크리스토퍼 햄프턴 | 이언 매큐언의 소설 《속죄》                                                                                             |      |
| 《어웨이 프롬 허》                               | 세라 폴리 | 앨리스 먼로의 단편소설 《곰이 산을 넘어오다》                                                                           |      |
| 《잠수종과 나비》                                | 로널드 하우드 | 장도미니크 보비의 저서 《잠수종과 나비》                                                                                |      |
| 《데어 윌 비 블러드》                            | 폴 토머스 앤더슨 | 업턴 싱클레어의 소설 《Oil!》                                                                                           |      |
| 2008 (제81회)                                    | | |      |
| 《슬럼독 밀리어네어》                            | 사이먼 보포이 | 비카스 스와루프의 소설 《Q & A》                                                                                        |      |
| 《벤자민 버튼의 시간은 거꾸로 간다》             | 에릭 로스 (원안/각본) 로빈 스위코드 (원안)                                                                                             | F. 스콧 피츠제럴드의 단편소설 "벤저민 버튼의 기이한 사건"                                                               |      |
| 《다우트》                                       | 존 패트릭 섄리 | 존 패트릭 섄리의 희곡 《Doubt: A Parable》                                                                              |      |
| 《프로스트/닉슨》                                | 피터 모건 | 피터 모건의 희곡 《프로스트/닉슨》                                                                                      |      |
| 《더 리더: 책 읽어주는 남자》                    | 데이비드 헤어 | 베른하르트 슐링크의 소설 《더 리더》                                                                                    |      |
| 2009 (제82회)                                    | | |      |
| 《프레셔스》                                     | 제프리 플레처 | 사파이어의 소설 《프레셔스》                                                                                            |      |
| 《디스트릭트 9》                                 | 닐 블롬캠프 테리 태첼 | 닐 블롬캠프가 각본을 쓴 단편 영화 《얼라이브 인 요하네스버그》                                                          |      |
| 《언 애듀케이션》                                | 닉 혼비 | 린 바버의 저서 《언 애듀케이션》                                                                                        |      |
| 《인 더 루프》                                   | 제시 암스트롱 사이먼 블랙웰 아맨도 이아누시 토니 로치                                                                                  | The character Malcolm Tucker, from the television series 《The Thick of It》 created by Armando Iannucci                |      |
| 《인 디 에어》                                   | 제이슨 라이트먼 셸던 터너 | 월터 컨의 소설 《Up in the Air》                                                                                        |      |

### 2010년대
| 연도                             | 작품                                                                        | 각본가 | 원작 |
| -------------------------------- | --------------------------------------------------------------------------- | --- | ---- |
| 2010 (제83회)                    |                                                                             | |      |
| 《소셜 네트워크》                | 에런 소킨                                                                   | 벤 메즈리치의 저서 《The Accidental Billionaires》 |      |
| 《127시간》                      | 대니 보일 사이먼 보포이                                                     | 애런 랠스턴의 저서 《127시간》 |      |
| 《토이 스토리 3》                | 마이클 안트 (대본) 존 래시터 (원안) 앤드루 스탠턴 (원안) Lee Unkrich (원안) | Characters from the film 《토이 스토리》 created by 존 래시터, 피트 닥터, 앤드루 스탠턴, 조 랜프트, 조스 휘던, 조엘 코언, and Alec Sokolow Characters from the film 《토이 스토리 2》 created by 존 래시터, 피트 닥터, 애시 브래넌, 앤드루 스탠턴, 리타 샤오, 더그 체임벌린, 크리스 웨브 |      |
| 《더 브레이브》                  | 코언 형제                                                                   | 찰스 포티스의 소설 《트루 그릿》 |      |
| 《윈터스 본》                    | 데브라 그래닉 앤 로셀리니                                                   | 소설 윈터스 본 by 대니얼 우드렐 |      |
| 2011 (제84회)                    |                                                                             | |      |
| 《디센던트》                     | 알렉산더 페인 냇 팩슨 짐 래시                                               | 소설 《The Descendants》 by 카우이 하트 헤밍스 |      |
| 《휴고》                         | 존 로건                                                                     | 브라이언 셀즈닉의 소설 《위고 카브레》 |      |
| 《킹메이커》                     | 조지 클루니 그랜트 헤슬로브 보 윌리먼                                       | 보 윌리먼의 희곡 《패러것 노스》 |      |
| 《머니볼》                       | 스티븐 제일리언 (대본) 에런 소킨 (대본) Stan Chervin (원안)                 | The book 《머니볼》 by 마이클 루이스 |      |
| 《팅커 테일러 솔저 스파이》      | 브리짓 오코너 (posthumous nomination) 피터 스트로겐                         | 존 르 카레의 소설 《팅커 테일러 솔저 스파이》 |      |
| 2012 (제85회)                    |                                                                             | |      |
| 《아르고》                       | 크리스 테리오                                                               | The book The Master of Disguise by Antonio J. Mendez The article "The Great Escape" by Joshuah Bearman |      |
| 《비스트》                       | Lucy Alibar 벤 자이틀린                                                     | 희곡 Juicy and Delicious by Lucy Alibar |      |
| 《라이프 오브 파이》             | 데이비드 매기                                                               | 얀 마텔의 소설 《파이 이야기》 |      |
| 《링컨》                         | 토니 쿠슈너                                                                 | The book 《Team of Rivals: The Political Genius of Abraham Lincoln》 by Doris Kearns Goodwin |      |
| 《실버라이닝 플레이북》          | 데이비드 O. 러셀                                                            | 매슈 퀵의 소설 《실버라이닝 플레이북》 |      |
| 2013 (제86회)                    |                                                                             | |      |
| 《노예 12년》                    | 존 리들리                                                                   | 솔로몬 노섭의 회고록 《노예 12년 (책)》 |      |
| 《비포 미드나잇》                | 리처드 링클레이터 줄리 델피 이선 호크                                       | Characters from the film 《Before Sunrise》 created by 리처드 링클레이터 and Kim Krizan |      |
| 《캡틴 필립스》                  | 빌리 레이                                                                   | The book 《선장의 의무》 by 리처드 필립스, Stephan Talty |      |
| 《필로미나의 기적》              | 스티브 쿠건 제프 포프                                                       | 마틴 식스스미스의 저서 《The Lost Child of Philomena Lee》 |      |
| 《더 울프 오브 월 스트리트》     | 테런스 윈터                                                                 | 조던 벨포트의 회고록 《월가의 늑대》 |      |
| 2014 (제87회)                    |                                                                             | |      |
| 《이미테이션 게임》              | 그레이엄 무어                                                               | 앤드루 호지스의 저서 《Alan Turing: The Enigma》 |      |
| 《아메리칸 스나이퍼》            | 제이슨 홀                                                                   | 크리스 카일, 스콧 매큐언, 짐 디펠리스의 자서전 《아메리칸 스나이퍼: 미군 사상 최다 저격기록을 수립한 네이비 실의 전설적 저격수 크리스 카일》 |      |
| 《인히어런트 바이스》            | 폴 토머스 앤더슨                                                            | 토머스 핀천의 소설 《인히어런트 바이스》 |      |
| 《사랑에 대한 모든 것》          | 앤서니 매카튼                                                               | 제인 와일드 호킹의 저서 《사랑에 대한 모든 것》 |      |
| 《위플래쉬》                     | 데이미언 셔젤                                                               | 데이미언 셔젤의 단편 영화 《위플래쉬》 |      |
| 2015 (제88회)                    |                                                                             | |      |
| 《빅쇼트》                       | 애덤 매케이 찰스 랜돌프                                                     | 마이클 루이스의 저서《빅 숏》 |      |
| 《브루클린》                     | 닉 혼비                                                                     | 콜름 토이빈의 소설 《브루클린》 |      |
| 《캐롤》                         | 필리스 나지                                                                 | 퍼트리샤 하이스미스의 소설 《소금의 값》 |      |
| 《마션》                         | 드루 고더드                                                                 | 앤디 위어의 소설 《마션》 |      |
| 《룸》                           | 에마 도너휴                                                                 | 에마 도너휴의 소설 《룸》 |      |
| 2016 (제89회)                    |                                                                             | |      |
| 《문라이트》                     | 배리 젱킨스 (대본) 터렐 앨빈 매크레이니 (원안)                              | 터렐 앨빈 매크레이니의 희곡 《달빛 아래서 흑인 소년들은 전부 파랗게 보인다》 |      |
| 《컨택트》                       | 에릭 하이저러                                                               | 단편소설 "네 인생의 이야기" by 테드 창 |      |
| 《펜스》                         | 오거스트 윌슨 (posthumous nomination)                                       | 오거스트 윌슨의 희곡 《펜스》 |      |
| 《히든 피겨스》                  | 시어도어 멜피 앨리슨 슈로더                                                 | 마고 리 셰털리의 저서 《히든 피겨스》 |      |
| 《라이언》                       | 루크 데이비스                                                               | 회고록 A Long Way Home by Saroo Brierley and Larry Buttrose |      |
| 2017 (제90회)                    |                                                                             | |      |
| 《콜 미 바이 유어 네임》         | 제임스 아이보리                                                             | 안드레 애치먼의 소설 《그해, 여름 손님》 |      |
| 《더 디제스터 아티스트》         | 스콧 노이스태터 마이클 H. 웨버                                              | 그렉 세스테로, 톰 비셀의 저서 《더 디제스터 아티스트》 |      |
| 《로건》                         | 스콧 프랭크 제임스 맨골드 (대본, 원안) 마이클 그린                          | Characters from the X-Men comic books and theatrical motion pictures |      |
| 《몰리의 게임》                  | 아론 소킨                                                                   | 몰리 블룸의 회고록 《몰리의 게임》 |      |
| 《치욕의 대지》                  | 버질 윌리엄스 디 리스                                                       | 힐러리 조단의 소설 《머드바운드》 |      |
| 2018 (제91회)                    |                                                                             | |      |
| 《블랙클랜스맨》                 | 스파이크 리 데이비드 라비노비츠 찰리 왁텔 케빈 윌모트                       | 론 스톨워스의 에세이 《블랙클랜스맨》 |      |
| 《카우보이의 노래》              | 코언 형제                                                                   | 잭 런던의 단편 《All Gold Canyon》 스튜워드 에드워드 화이트의 《The Gal Who Got Rattled》 & 코언 형제의 단편 |      |
| 《캔 유 에버 포기브 미?》        | 니콜 홀로프세너 제프 위티                                                   | 리 이스라엘의 회고록 |      |
| 《빌 스트리트가 말할 수 있다면》 | 배리 젱킨스                                                                 | 제임스 볼드윈의 소설 |      |
| 《스타 이즈 본》                 | 브래들리 쿠퍼 윌 페터스 에릭 로스                                           | 모스 하트의 1954년 영화 조안 디디온, 존 그레고리 듄, 프랭크 피어슨 & 원안 로버트 카슨, 윌리엄 A. 웰먼의 1976년 영화 |      |
| 2019 (제92회)                    |                                                                             | |      |
| 《조조 래빗》                    | 타이카 와이티티                                                             | 크리스틴 루넨스의 소설 《Caging Skies》 |      |
| 《아이리시맨》                   | 스티븐 제일리언                                                             | 찰스 브랜트의 저서《I Heard You Paint Houses》 |      |
| 《조커》                         | 토드 필립스 스콧 실버                                                       | Characters by 빌 핑거, 밥 케인 & 제리 로빈슨 |      |
| 《작은 아씨들》                  | 그레타 거윅                                                                 | 루이자 메이 올컷의 소설《작은 아씨들》 |      |
| 《두 교황》                      | 앤서니 매카튼                                                               | 앤서니 매카튼의 희곡 교황 |      |

### 2020년대
| 연도                             | 작품 | 각본가                                                                                              | 원작 |
| -------------------------------- | --- | --------------------------------------------------------------------------------------------------- | ---- |
| 2020/21 (제93회)                 | | |      |
| 《더 파더》                      | 크리스토퍼 햄프턴 플로리앙 젤레르 | 젤레르의 희곡 아버지                                                                                |      |
| 《보랏 속편》                    | 사샤 배런 코언 (대본, 원안) 피터 베인햄 (대본) 제나 프리드먼 (대본) 앤서니 하인스 (대본, 원안) 리 컨 (대본) 댄 메이저 (대본) 에리카 리비노이아 (대본) 댄 스위머 (대본, 원안) 니나 페드라드 (원안) | 배런 코언의 캐릭터 원작                                                                             |      |
| 《노매드랜드》                   | 클로이 자오 | 제시카 브루더의 저서 《노마드랜드》                                                                 |      |
| 《마이애미에서의 하룻밤》        | 켐프 파워스 | 켐프 파워스의 희곡 마이애미에서의 하룻밤                                                            |      |
| 《화이트 타이거》                | 라민 버라니 | 아라빈드 아디가의 소설 《화이트 타이거》                                                            |      |
| 2021 (제94회)                    | | |      |
| 《코다》                         | 샨 헤이더 | 빅토리아 베도스, 토마스 비더게인, 스테니슬하스 카레 드 말버그, 에릭 라티고의 영화 《미라클 벨리에》 |      |
| 《드라이브 마이 카》             | 하마구치 류스케 오에 다카마사 | 무라카미 하루키의 단편소설 《드라이브 마이 카》                                                     |      |
| 《듄》                           | 존 스페이츠 드니 빌뇌브 에릭 로스 | 프랭크 허버트의 소설 《듄》                                                                         |      |
| 《로스트 도터》                  | 매기 질런홀 | 엘레나 페란테의 소설 《잃어버린 사랑》                                                              |      |
| 《파워 오브 도그》               | 제인 캠피언 | 토머스 새비지의 소설 《파워 오브 도그》                                                             |      |
| 2022 (제95회)                    | | |      |
| 《위민 토킹》                    | 세라 폴리 | 미리암 테이브즈의 소설 《위민 토킹》                                                                |      |
| 《서부 전선 이상 없다》          | 이언 스토켈 레슬리 패터슨 에드바르트 베르거 | 에리히 마리아 레마르크의 소설 《서부 전선 이상 없다》                                               |      |
| 《나이브스 아웃: 글래스 어니언》 | 라이언 존슨 | The character 브누아 블랑, from the film 나이브스 아웃 by 존슨                                      |      |
| 《리빙》                         | 가즈오 이시구로 | 하시모토 시노부, 구로사와 아키라 & 오구니 히데오의 영화 《이키루》                                  |      |
| 《탑건: 매버릭》                 | 에런 크루거 (대본) 에릭 워런 싱어 (대본) 크리스토퍼 매쿼리 (대본) 피터 크레이그 (원안) 저스틴 마크스 (원안)                                                                                       | Characters from the film by 《탑건》 by 짐 캐시 & 잭 엡스 주니어                                    |      |
| 2023 (제96회)                    | | |      |
| 《아메리칸 픽션》                | 코드 제퍼슨 | 퍼시벌 에버렛의 소설 《이레이저》                                                                   |      |
| 《바비》                         | 그레타 거윅 노아 바움백 | The characters created by 루스 핸들러                                                               |      |
| 《오펜하이머》                   | 크리스토퍼 놀란 | 카이 버드 & 마틴 J. 셔윈의 저서 《아메리칸 프로메테우스》                                           |      |
| 《가여운 것들》                  | 토니 맥너마라 | 앨러스데어 그레이의 소설 《가여운 것들》                                                            |      |
| 《존 오브 인터레스트》           | 조너선 글레이저 | 마틴 에이미스의 소설 《존 오브 인터레스트》                                                         |      |

## 같이 보기
- 아카데미 각본상
- 골든 글로브 각본상